# Ice Star de 2012
O Ice Star de 2012 foi a primeira edição do Ice Star, um evento anual de patinação artística no gelo. A competição foi disputada entre os dias 7 de setembro e 9 de setembro, na cidade de Minsk, Bielorrússia.

## Eventos
- Individual masculino (sênior, júnior e noviço avançado)
- Individual feminino (sênior, júnior e noviço avançado)
- Dança no gelo (sênior, júnior, novice avançado e noviço básico)

## Medalhistas
| Evento                        | Ouro                                                | Prata                                                  | Bronze                                             |
| Sênior                        |                                                     |                                                        |                                                    |
| Individual masculino detalhes | Yakov Godorozha · Ucrânia                           | Mark Shakhmatov · Rússia                               | Vitali Luchanok · Bielorrússia                     |
| Individual feminino detalhes  | Polina Shelepen · Rússia                            | Kerstin Frank · Áustria                                | Kristina Zakharanka · Bielorrússia                 |
| Dança no gelo detalhes        | Julia Zlobina · Alexei Sitnikov · Azerbaijão        | Nadezhda Frolenkova · Vitali Nikiforov · Ucrânia       | Lesia Valadzenkava · Vitali Vakunov · Bielorrússia |
| Júnior                        |                                                     |                                                        |                                                    |
| Individual masculino detalhes | Ivan Pavlov · Ucrânia                               | Pavel Ignatenko · Bielorrússia                         | Markus Ramisch · Alemanha                          |
| Individual feminino detalhes  | Jenni Saarinen · Finlândia                          | Aleksandra Golovkina · Lituânia                        | Minami Hanashiro · Alemanha                        |
| Dança no gelo detalhes        | Viktoria Kavaliova · Yurii Bieliaiev · Bielorrússia | Daria Korotitskaya · Maxim Spodirev · Ucrânia          | Sara Ghislandi · Giona Terzo Ortenzi · Itália      |
| Noviço avançado               |                                                     |                                                        |                                                    |
| Individual masculino detalhes | Artem Tseluiko · Bielorrússia                       | Aleksandr Selevko · Estônia                            | nenhum outro competidor                            |
| Individual feminino detalhes  | Deimante Kizalaite · Lituânia                       | Kristina Shkuleta-Gromova · Estônia                    | Anastasia Gozhva · Ucrânia                         |
| Dança no gelo detalhes        | Ksenia Konkina · Georgy Reviya · Rússia             | Lilia Yutanina · Andrei Filatov · Rússia               | Maria Oleynik · Maxim Nekrasov · Rússia            |
| Noviço básico                 |                                                     |                                                        |                                                    |
| Dança no gelo detalhes        | Daria Popova · Georgiy Yagudayev · Ucrânia          | Palina Mishchanchuk · Uladzimir Zaitsau · Bielorrússia | Karyna Sioarenka · Maksim Yalenich · Bielorrússia  |

## Resultados

### Sênior

#### Individual masculino
| Pos.              | Nome               | Nacionalidade | Pontos | PC        | PL         |
| ----------------- | ------------------ | ------------- | ------ | --------- | ---------- |
| Medalha de ouro   | Yakov Godorozha    | Ucrânia       | 183.38 | 62.67 (1) | 120.71 (1) |
| Medalha de prata  | Mark Shahmatov     | Rússia        | 169.07 | 59.17 (2) | 109.90 (2) |
| Medalha de bronze | Vitali Luchanok    | Bielorrússia  | 150.39 | 50.84 (4) | 99.55 (3)  |
| 4                 | Alexei Mialionkhin | Bielorrússia  | 145.11 | 55.80 (3) | 89.31 (6)  |
| 5                 | Mikhail Koroliuk   | Bielorrússia  | 144.21 | 47.09 (5) | 97.12 (4)  |
| 6                 | Abzal Rakimgaliev  | Cazaquistão   | 130.80 | 40.45 (7) | 90.35 (5)  |
| 7                 | Dmitri Kagirov     | Bielorrússia  | 116.29 | 41.56 (6) | 74.73 (7)  |

#### Individual feminino
| Pos.              | Nome                 | Nacionalidade | Pontos | PC        | PL        |
| ----------------- | -------------------- | ------------- | ------ | --------- | --------- |
| Medalha de ouro   | Polina Shelepen      | Rússia        | 141.71 | 51.52 (1) | 90.19 (1) |
| Medalha de prata  | Kerstin Frank        | Áustria       | 118.26 | 43.17 (2) | 75.09 (2) |
| Medalha de bronze | Krystsina Zakharanka | Bielorrússia  | 103.85 | 38.67 (3) | 65.18 (4) |
| 4                 | Helery Hälvin        | Estônia       | 101.26 | 31.12 (5) | 70.14 (3) |
| 5                 | Yanina Makeyenka     | Bielorrússia  | 88.10  | 32.47 (4) | 55.63 (5) |

#### Dança no gelo
| Pos.              | Nome                                   | Nacionalidade | Pontos | DC        | DL        |
| ----------------- | -------------------------------------- | ------------- | ------ | --------- | --------- |
| Medalha de ouro   | Julia Zlobina / Alexei Sitnikov        | Azerbaijão    | 150.23 | 62.26 (1) | 87.97 (1) |
| Medalha de prata  | Nadezhda Frolenkova / Vitali Nikiforov | Ucrânia       | 135.30 | 55.14 (2) | 80.16 (2) |
| Medalha de bronze | Lesia Valadzenkava / Vitali Vakunov    | Bielorrússia  | 111.86 | 42.29 (3) | 69.57 (3) |
| 4                 | Tatiana Baturintseva / Andrei Nevski   | Rússia        | 95.35  | 35.64 (4) | 59.71 (4) |

### Júnior

#### Individual masculino júnior
| Pos.              | Nome                  | Nacionalidade | Pontos | PC        | PL         |
| ----------------- | --------------------- | ------------- | ------ | --------- | ---------- |
| Medalha de ouro   | Ivan Pavlov           | Ucrânia       | 173.29 | 57.07 (1) | 116.22 (1) |
| Medalha de prata  | Pavel Ignatenko       | Bielorrússia  | 154.62 | 51.67 (2) | 102.95 (2) |
| Medalha de bronze | Markus Ramisch        | Alemanha      | 113.54 | 35.92 (4) | 77.62 (3)  |
| 4                 | Matteo Rizzo          | Itália        | 110.48 | 33.86 (5) | 76.62 (4)  |
| 5                 | Daniel Albert Naurits | Estônia       | 108.73 | 41.57 (3) | 67.16 (5)  |

#### Individual feminino júnior
| Pos.              | Nome                 | Nacionalidade | Pontos | PC         | PL         |
| ----------------- | -------------------- | ------------- | ------ | ---------- | ---------- |
| Medalha de ouro   | Jenni Saarinen       | Finlândia     | 128.61 | 44.24 (2)  | 84.37 (1)  |
| Medalha de prata  | Aleksandra Golovkina | Lituânia      | 112.60 | 45.59 (1)  | 67.01 (3)  |
| Medalha de bronze | Minami Hanashiro     | Alemanha      | 108.35 | 38.41 (3)  | 69.94 (2)  |
| 4                 | Darin Khussein       | Ucrânia       | 102.04 | 37.72 (4)  | 64.32 (4)  |
| 5                 | Luisa Weber          | Alemanha      | 95.45  | 35.80 (6)  | 59.65 (8)  |
| 6                 | Victoria Manni       | Itália        | 95.34  | 34.32 (7)  | 61.02 (6)  |
| 7                 | Natalia Fartushina   | Alemanha      | 94.60  | 36.72 (5)  | 57.88 (10) |
| 8                 | Lyydia Määttänen     | Finlândia     | 92.82  | 30.20 (9)  | 62.62 (5)  |
| 9                 | Samanta Kovalkova    | Letônia       | 90.95  | 32.02 (8)  | 58.93 (9)  |
| 10                | Maria Bakusheva      | Bielorrússia  | 89.51  | 29.64 (10) | 59.87 (7)  |
| 11                | Tatsiana Mednikava   | Bielorrússia  | 76.31  | 29.12 (11) | 47.19 (14) |
| 12                | Kseniya Karannaya    | Bielorrússia  | 74.61  | 26.39 (12) | 48.22 (11) |
| 13                | Evelina Oraste       | Estônia       | 73.61  | 26.17 (13) | 47.44 (12) |
| 14                | Alina Parkhomenka    | Bielorrússia  | 73.11  | 25.78 (15) | 47.33 (13) |
| 15                | Simona Bajeva        | Letônia       | 65.46  | 26.16 (14) | 39.30 (15) |

#### Dança no gelo júnior
| Pos.              | Nome                                  | Nacionalidade | Pontos | DC        | DL        |
| ----------------- | ------------------------------------- | ------------- | ------ | --------- | --------- |
| Medalha de ouro   | Viktoria Kavaliova / Yurii Bieliaiev  | Bielorrússia  | 115.26 | 48.17 (1) | 67.09 (1) |
| Medalha de prata  | Daria Korotitskaya / Maxim Spodirev   | Ucrânia       | 110.20 | 45.60 (3) | 64.60 (2) |
| Medalha de bronze | Sara Ghislandi / Giona Ortenzi        | Itália        | 107.59 | 46.25 (2) | 61.34 (3) |
| 4                 | Yauheniya Tkachenka / Yurii Hulitski  | Bielorrússia  | 96.21  | 40.69 (4) | 55.52 (4) |
| 5                 | Krystsina Kaunatskaya / Yan Lukouski  | Bielorrússia  | 76.69  | 29.94 (6) | 46.75 (5) |
| 6                 | Hanna Karastseleva / Vadim Davidovich | Bielorrússia  | 68.49  | 30.20 (5) | 38.29 (6) |

### Noviço avançado

#### Individual masculino noviço avançado
| Pos.             | Nome              | Nacionalidade | Pontos | PC        | PL        |
| ---------------- | ----------------- | ------------- | ------ | --------- | --------- |
| Medalha de ouro  | Artem Tseluiko    | Bielorrússia  | 64.37  | 23.76 (1) | 40.61 (1) |
| Medalha de prata | Aleksandr Selevko | Estônia       | 58.48  | 23.38 (2) | 35.10 (2) |

#### Individual feminino noviço avançado
| Pos.              | Nome                      | Nacionalidade | Pontos | PC         | PL         |
| ----------------- | ------------------------- | ------------- | ------ | ---------- | ---------- |
| Medalha de ouro   | Deimante Kizalaite        | Lituânia      | 82.23  | 35.03 (1)  | 47.20 (2)  |
| Medalha de prata  | Kristina Shkuleta-Gromova | Estônia       | 77.60  | 27.80 (2)  | 49.80 (1)  |
| Medalha de bronze | Anastasia Gozhva          | Ucrânia       | 73.28  | 27.78 (3)  | 45.50 (3)  |
| 4                 | Daria Gozhva              | Ucrânia       | 66.27  | 25.46 (4)  | 40.81 (4)  |
| 5                 | Anastasiya Zaitsava       | Bielorrússia  | 62.82  | 22.62 (6)  | 40.20 (5)  |
| 6                 | Hanna Miarzlikina         | Bielorrússia  | 62.11  | 22.01 (7)  | 40.10 (6)  |
| 7                 | Palina Salaneka           | Bielorrússia  | 61.55  | 23.91 (5)  | 37.64 (8)  |
| 8                 | Hanna Paroshina           | Bielorrússia  | 59.23  | 20.86 (9)  | 38.37 (7)  |
| 9                 | Anastasyla Bazhankova     | Bielorrússia  | 57.21  | 22.00 (8)  | 35.21 (10) |
| 10                | Alisa Turchina            | Bielorrússia  | 55.52  | 20.06 (10) | 35.46 (9)  |

#### Dança no gelo noviço avançado
| Pos.              | Nome                                       | Nacionalidade | Pontos | DP1       | DP2      | DL        |
| ----------------- | ------------------------------------------ | ------------- | ------ | --------- | -------- | --------- |
| Medalha de ouro   | Ksenia Konkina / Georgy Revya              | Rússia        | 67.79  | 20.68 (1) | 7.96 (1) | 40.16 (2) |
| Medalha de prata  | Lilia Yutanina / Andrei Filatov            | Rússia        | 66.37  | 18.72 (2) | 7.49 (2) | 39.15 (1) |
| Medalha de bronze | Maria Oleynik / Maksim Nekrasov            | Rússia        | 59.07  | 17.66 (3) | 6.79 (3) | 34.62 (3) |
| 4                 | Emlliya Kalehanova / Uladzislau Palkhouski | Bielorrússia  | 45.65  | 14.45 (4) | 5.99 (4) | 25.21 (4) |

### Noviço básico

#### Dança no gelo noviço básico
| Pos.              | Nome                                    | Nacionalidade | Pontos | DP        | DL        |
| ----------------- | --------------------------------------- | ------------- | ------ | --------- | --------- |
| Medalha de ouro   | Daria Popova / Georgiy Yagudayev        | Ucrânia       | 36.95  | 15.95 (2) | 21.00 (1) |
| Medalha de prata  | Palina Mishchanchuk / Uladzimir Zaitsau | Bielorrússia  | 33.83  | 17.05 (1) | 16.78 (3) |
| Medalha de bronze | Karyna Sioarenka / Maksim Yalenich      | Bielorrússia  | 33.73  | 14.25 (3) | 19.48 (2) |
| 4                 | Yana Lapkes / Ilya Drantusau            | Bielorrússia  | 30.05  | 13.83 (4) | 16.22 (4) |

## Quadro de medalhas
Sênior
| Ordem | País         | Medalha de ouro | Medalha de prata | Medalha de bronze |   | Ordem por total |
| ----- | ------------ | --------------- | ---------------- | ----------------- | - | --------------- |
| 1     | Rússia       | 1               | 1                |                   | 2 | 2               |
| 1     | Ucrânia      | 1               | 1                |                   | 2 | 2               |
| 3     | Azerbaijão   | 1               |                  |                   | 1 | 4               |
| 4     | Áustria      |                 | 1                |                   | 1 | 4               |
| 5     | Bielorrússia |                 |                  | 3                 | 3 | 1               |
| TOTAL | TOTAL        | 3               | 3                | 3                 | 9 | —               |

Geral
| Ordem | País         | Medalha de ouro | Medalha de prata | Medalha de bronze |    | Ordem por total |
| ----- | ------------ | --------------- | ---------------- | ----------------- | -- | --------------- |
| 1     | Ucrânia      | 3               | 2                | 1                 | 6  | 2               |
| 2     | Bielorrússia | 2               | 2                | 4                 | 8  | 1               |
| 3     | Rússia       | 2               | 2                | 1                 | 5  | 3               |
| 4     | Lituânia     | 1               | 1                |                   | 2  | 4               |
| 5     | Azerbaijão   | 1               |                  |                   | 1  | 7               |
| 5     | Finlândia    | 1               |                  |                   | 1  | 7               |
| 7     | Estônia      |                 | 2                |                   | 2  | 4               |
| 8     | Áustria      |                 | 1                |                   | 1  | 7               |
| 9     | Alemanha     |                 |                  | 2                 | 2  | 4               |
| 10    | Itália       |                 |                  | 1                 | 1  | 7               |
| TOTAL | TOTAL        | 10              | 10               | 9                 | 29 | —               |